# Gérard Ernest Schneider

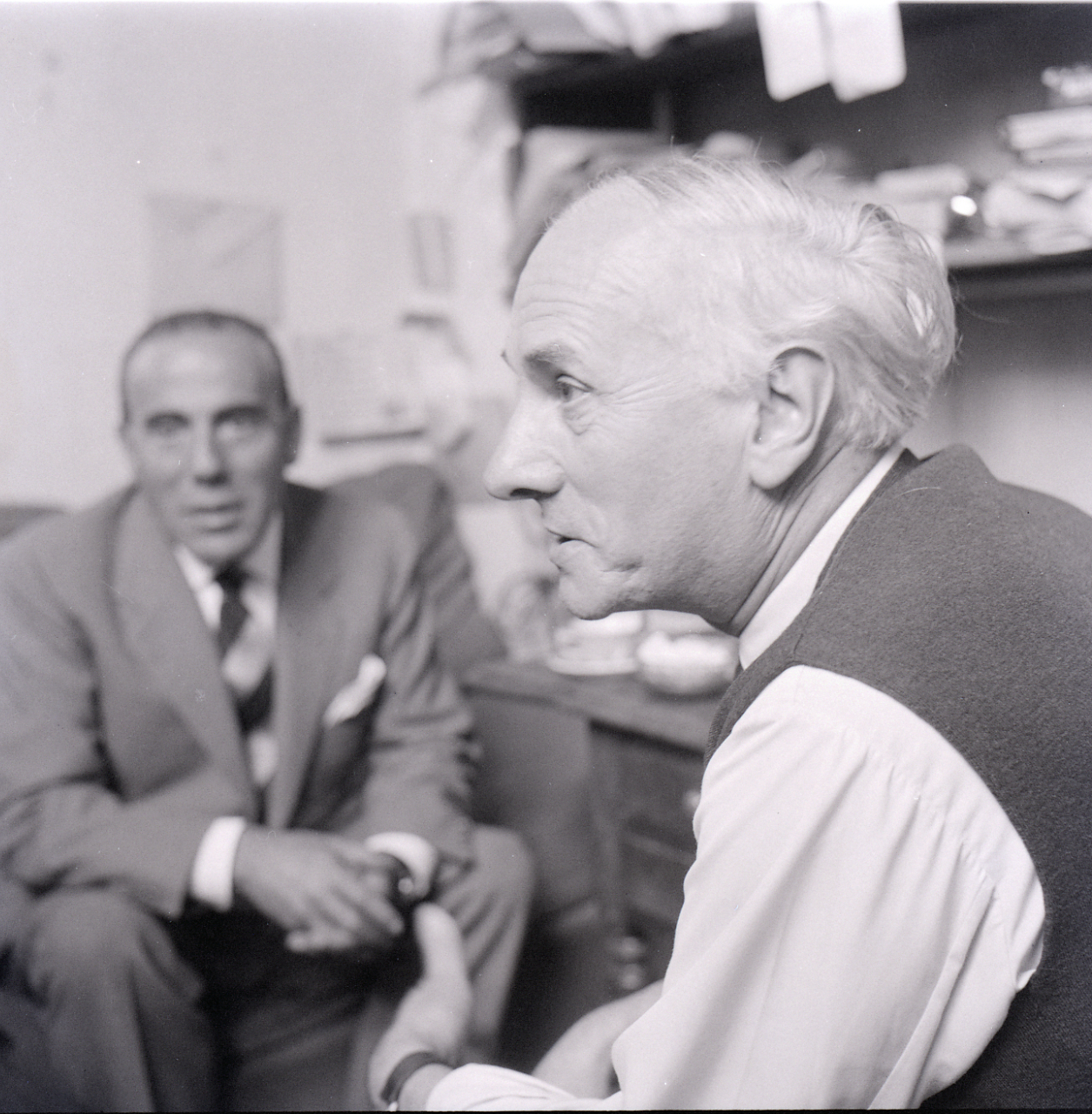
Gérard Schneider, Foto von Paolo Monti, 1961 (Fondo Paolo Monti, BEIC)

Ernest Albert Gérard Schneider  (* 28. April 1896 in Sainte-Croix, Schweiz; † 8. Juli 1986 in Paris, Frankreich) war ein Schweizer Maler, Zeichner und Lithograf der abstrakten Kunst, der der École de Paris (Pariser Schule) zugerechnet wird.

## Leben
Schneider besuchte von 1916 bis 1918 die „École des Arts Décoratifs“ in Paris und arbeitete im Atelier Cormon, Paris. Im Jahr 1918 schrieb er sich an der „École des Beaux Arts“, ebenfalls in Paris ein und erhielt dort seine künstlerische Ausbildung. Er erhielt für seine Arbeiten zahlreiche Preise und Auszeichnungen. Unter anderen wurde er 1957 mit dem „Premio Lissone“ in Mailand ausgezeichnet. Im Jahr 1975 erhielt er den „Prix de Tokyo“ und den „Grand Prix National des Arts“ in Frankreich und 1983 die Medaille der „Ville de Paris“.
Schneiders Arbeiten wurden auf zahlreichen internationalen Gruppenausstellungen gezeigt, unter anderem auf der Biennale von Venedig, der Biennale von São Paulo und im Jahr 1955 auf der documenta 1 und 1959 auf der documenta II in Kassel.

## Ausstellungen (Auswahl)
- 1951: Galerie Louis Carré, Paris
- 1947–1950: Lydia Conti, Paris
- 1946: Galerie Denise René, Paris
- 1955: documenta, Kassel

## Werke in Museen
- Paris: Musée National d’Art Moderne, Musée d’Art Moderne de la Ville, Ministère des Postes et Télécommunications
- Neuchâtel: Musée d’Art et d’Histoire
- Strassburg, Verviers: Musée des Beaux-Arts
- Frankreich: Toulouse (Musée des Augustin), Nantes (Musée des Beaux-Arts), Dunkerque (Musée de l’Art Contemporain), Grenoble
- Köln: Wallraf-Richartz Museum
- Belgien: Liège (Musée des Beaux Arts), Brüssel (Musée d’Art Moderne)
- Zürich: Kunsthaus
- Oslo: Fondation Sonja Henie et Niels Onstad
- Italien: Mailand (Museo d’Arte Moderna, Museo del Premio Lissone), Turin (Galleria Civica d’arte Moderna), Rom (Galleria d’Arte Moderna)
- Kanada: Montreal (Museum of Fine Arts),
- USA: Minneapolis (Walker Art Center), New York, Phoenix, Princeton (Mass. Princeton University), Washington, D.C. (The Phillips Collection), Worcester (Massachusetts) (Mass. Worcester Art Museum), Saint-Louis (Washington University), Buffalo (Albright Art Gallery), Colorado Springs (Fine Arts Center), Cedar Falls (Iowa State College), Los Angeles (University of California)
- Rio de Janeiro: Museo d’Arte Moderna
- Indonesien: Jakarta (Galeri Nasional Indonesia)

## Kataloge
- Michel Ragon: Gérard Schneider. Expressions Contemporaines, Paris 1998, ISBN 978-2-909166-03-2 (in Frz.)
- Flaminio Gualdoni: Gérard Schneider: «È il gesto che improvviso crea la forma». Werke 1958–1970. (Ausstellungskatalog in Ital.) Galleria d’Arte Maggiore, Bologna 2008 Ohne ISBN